# Ágioi Anárgyroi (kommunhuvudort)
Ágioi Anárgyroi är en kommunhuvudort i Grekland.   Den ligger i prefekturen Nomarchía Athínas och regionen Attika, i den sydöstra delen av landet, 6 km norr om huvudstaden Aten. Ágioi Anárgyroi ligger 84 meter över havet och antalet invånare är 34 168.
Terrängen runt Ágioi Anárgyroi är kuperad åt sydväst, men åt nordost är den platt.Runt Ágioi Anárgyroi är det mycket tätbefolkat, med 6 472 invånare per kvadratkilometer. Närmaste större samhälle är Aten, 5,7 km söder om Ágioi Anárgyroi. Runt Ágioi Anárgyroi är det i huvudsak tätbebyggt.